# Edi Gathegi
Edi Gathegi, né le 10 mars 1979 à Nairobi, au Kenya, est un acteur américain. Il est surtout connu pour ses rôles de Jeffrey Cole dans la série télévisée Dr House et de Laurent dans la saga à succès Twilight.
Il tient le rôle de Mathias Solomon dans la série Blacklist.
Il joue également dans la série Startup, produite par Crackle, dans le rôle de Ronnie (3 saisons).

## Biographie
Edi Gathegi est né le 10 mars 1979 à Nairobi, au Kenya.

### Vie privée
Il est marié à Adriana Marinescu depuis 2018,.

## Filmographie

### Cinéma

#### Longs métrages
- 2005 : Hyper Tension (Crank) de Mark Neveldine et Brian Taylor : Le chauffeur de taxi haïtien
- 2007 : Gone Baby Gone de Ben Affleck : Jean-Baptiste "Cheese"
- 2007 : Death Sentence de James Wan : Bodie
- 2007 : The Fifth Patient d'Amir Mann : Darudi
- 2008 : Twilight, chapitre I : Fascination (Twilight) de Catherine Hardwicke : Laurent
- 2009 : Meurtres à la St-Valentin (My Bloody Valentine) de Patrick Lussier : Député Martin
- 2009 : Twilight, chapitre II : Tentation (The Twilight Saga: New Moon) de Chris Weitz : Laurent
- 2011 : X-Men : Le Commencement (X: First Class) de Matthew Vaughn : Armando Muñoz / Darwin
- 2011 : Atlas Shrugged: Part I de Paul Johansson : Eddie Willers
- 2011 : This Is Not a Movie d'Olallo Rubio : Le fantôme de Jimmy
- 2012 : Twilight: Chapitre V : Révélation, 2e partie (The Twilight Saga: Breaking Dawn - Part 1) de Bill Condon : Laurent
- 2015 : Welcome Back (Aloha) de Cameron Crowe : Lieutenant-Colonel Curtis
- 2015 : Criminal Activities de Jackie Earle Haley : Marques
- 2015 : Bleeding Heart de Diane Bell : Dex
- 2015 : This Isn't Funny de Paul Ashton : Ryan
- 2016 : En danger dans ma maison (The Watcher) de Ryan Rothmaier : Noah
- 2018 : Pimp de Christine Crokos : Kenny Wayne
- 2018 : Better Start Running de Brett Simon : Fitz Paradise
- 2019 : Princess of the Row de Van Maximilian Carlson : Sergent Beaumont "Bo" Willis III
- 2020 : Sa dernière volonté (The Last Thing He Wanted) de Dee Rees : Jones
- 2021 : The Harder They Fall de Jeymes Samuel : Bill Pickett
- 2021 : En Cage (Caged) d'Aaron Fjellman : Dr Harlow Reid
- 2023 : Aporia de Jared Moshe : Malcolm Rice
- 2025 : Superman de James Gunn : Michael Holt / Mister Terrific

#### Courts métrages
- 2010 : Page 36 de Nelsan Ellis : Mr Black
- 2012 : Neighbors de Rachel Goldberg : Lamay
- 2014 : Storytelling de Stefanie Black : Inspecteur Stark
- 2014 : Bedbug de Joe Ballarini : Frank
- 2016 : Lifeline d'Amitabh Klemm : Jules
- 2023 : Mendo's Carousel de David Michael Maurer : Arthur
- 2023 : Reunited d'Indrani : Matthew McConnell

### Télévision

#### Séries télévisées
- 2007 : Retour à Lincoln Heights (Lincoln Heights) : Boa
- 2007 : Veronica Mars : Zeke Molinda
- 2007 : Dr House (House M.D.) : Dr Jeffrey « Big Love » Cole
- 2008 : Les Experts (CSI: Crime Scene Investigation) : Skinny Dude
- 2008 : Life on Mars: Fletcher Bellow
- 2009 : Les Experts : Miami (CSI: Miami) : Freddie
- 2011 : Nikita : Kalume Ungara
- 2012 : Phinéas et Ferb (Phineas and Ferb) : Iggy (voix)
- 2013 : Beauty and the Beast : Kyle
- 2013 : Family Tools : Darren Poynton
- 2013 : Red Widow : Leon
- 2014 : Justified : Jean Baptiste
- 2014 : Wild Card : Tres
- 2015 : Blacklist (The Blacklist) : Matias Solomon
- 2015 : Into the Badlands : Jacobee
- 2015 : Proof : Dr Zed Badawi
- 2016 : American Dad! : Un officier (voix)
- 2016 - 2018 : StartUp : Ronald Dacey
- 2017 : Blacklist: Redemption (The Blacklist : Redemption) : Matias Solomon
- 2020 : Briarpatch : A.D. Singe
- 2022 : The Guardians of Justice : Mr Smiles
- 2022 - 2024 : For All Mankind : Dev Ayesa

## Voix françaises
En France, Jean-Baptiste Anoumon est la voix régulière d'Edi Gathegi depuis 2014. Stéphane Ronchewski l'a également doublé à trois reprises.
| - Jean-Baptiste Anoumon dans : - Justified (série télévisée) - Blacklist (série télévisée) - En danger dans ma maison (téléfilm) - StartUp (série télévisée) - Blacklist: Redemption (série télévisée) - Briarpatch (série télévisée) - Sa dernière volonté - For All Mankind (série télévisée) - Stéphane Ronchewski dans (les séries télévisées) : - Dr House - Les Experts : Miami - The Guardians of Justice | - Daniel Njo Lobé dans : - Twilight, chapitre I : Fascination - Twilight, chapitre II : Tentation Et aussi - Laurent Larcher dans Retour à Lincoln Heights (série télévisée) - Xavier Thiam dans Nikita (série télévisée) - Olivier Chauvel dans Beauty and the Beast (série télévisée) - Baptiste Marc dans Into the Badlands (série télévisée) - Michel Barrio dans En Cage - Alex Fondja dans The Harder They Fall - Sourou Ouadodji dans Superman |